# Methylisobutylketon
Methylisobutylketon (také MIBK, systematický název 4-methylpentan-2-on) je organická sloučenina, která patří mezi ketony. Tato bezbarvá kapalina se používá jako rozpouštědlo pryskyřic, barev, nátěrů, laků a nitrocelulózy.

## Výroba
Methylisobutylketon se vyrábí z acetonu třístupňovým procesem. Aceton se nejprve aldolovou reakcí přemění na diacetonalkohol, který se dehydratuje na mesityloxid. Mesityloxid je následně hydrogenován za vzniku MIBK:
V průmyslové výrobě se tyto tři fáze kombinují. Aceton prochází silně kyselým, palladiem obohaceným, katexem za středně vysokého tlaku vodíku. Ročně se vyrobí mnoho tisíc tun této látky.

## Použití
MIBK se používá jako rozpouštědlo nitrocelulózy, laků a některých polymerů a pryskyřic.

### Prekurzor 6PPD
Dalším významným způsobem využití methylisobutylketonu je výroba N-(1,3-dimethylbutyl)-N'-fenyl-p-fenylendiaminu (6PPD), používaného jako antiozonant v pneumatikách. 6PPD se vyrábí redukční reakcí MIBK s 4-aminodifenylaminem.

### Rozpouštědlo a ostatní použití
Na rozdíl od dalších běžných ketonových rozpouštědel, acetonu a butanonu, je MIBK poměrně málo rozpustný ve vodě, díky čemuž se dá použít ke kapalino-kapalinové extrakci. Má podobnou polaritu jako ethylacetát, je ale stabilnější vůči vodným roztokům kyselin a zásad. Lze jej použít na extrakci zlata, stříbra a ostatních neušlechtilých kovů z kyanidových roztoků k určení koncentrace rozpuštěných kovů; také se dá použít podobně lipofilní diisobutylketon (DIBK).
MIBK se také používá jako přísada k denaturaci ethanolu. Ve směsi s vodou nebo isopropylalkoholem slouží jako vývojka při PMMA elektronové litografii.